# گلینیس جونز
گلینیس جونز (انگلیسی: Glynis Johns؛ ۵ اکتبر ۱۹۲۳ – ۴ ژانویهٔ ۲۰۲۴) بازیگر اهل بریتانیا بود. جونز در هشت دهه فعالیت حرفه‌ای روی صحنه و پرده سینما، در بیش از ۶۰ فیلم و ۳۰ نمایشنامه ظاهر شد. او در طول زندگی حرفه‌ای خود جوایز مختلفی از جمله جایزه تونی و جایزه درما دسک و همچنین نامزدی جایزه اسکار، جایزه گلدن گلوب و جایزه لارنس اولیویه را دریافت کرد. او یکی از آخرین ستاره‌های بزرگ بازمانده از دوران طلایی هالیوود و سال‌های کلاسیک سینمای بریتانیا بود.
وی بین سال‌های ۱۹۲۳ تا ۱۹۹۹ میلادی فعالیت می‌کرد.
گلینیس جونز در ۴ ژانویه ۲۰۲۴، در سن ۱۰۰ سالگی درگذشت.

## بخشی از فیلم‌شناسی
- نخست‌وزیر (۱۹۴۱) (در عنوان بندی نیامده)
- مدار ۴۹ درجه (۱۹۴۱)
- کاملاً غریبه (۱۹۴۵)
- تا سه نشه بازی نشه (۱۹۴۸)
- میراندا (۱۹۴۸)
- ورق (۱۹۵۲)
- دور دنیا در هشتاد روز (۱۹۵۶) در نقش یک بانوی ورزشکار
- تار عنکبوت (۱۹۶۰)
- کوچ‌نشین‌ها (۱۹۶۰)
- مری پاپینز (۱۹۶۴)
- بتمن (تلویزیونی) (۱۹۶۷)
- وقتی تو خواب بودی (۱۹۹۵)
- ابرستاره (۱۹۹۹)